# Ghibli Museum

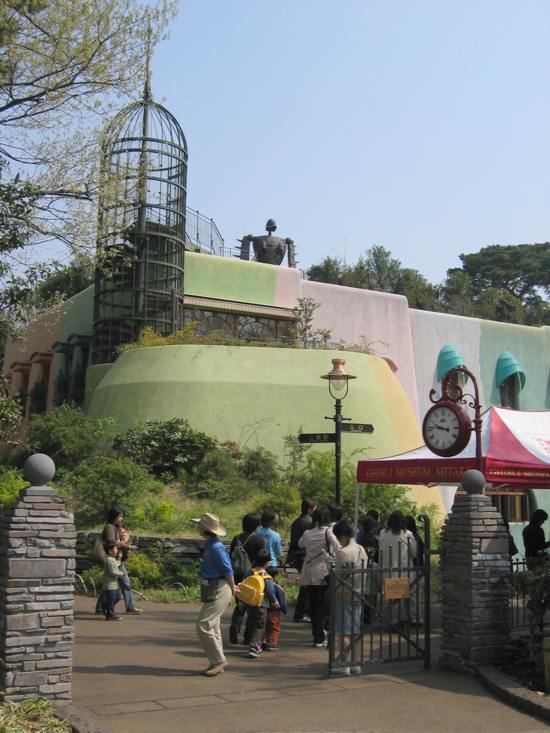
Bij de ingang

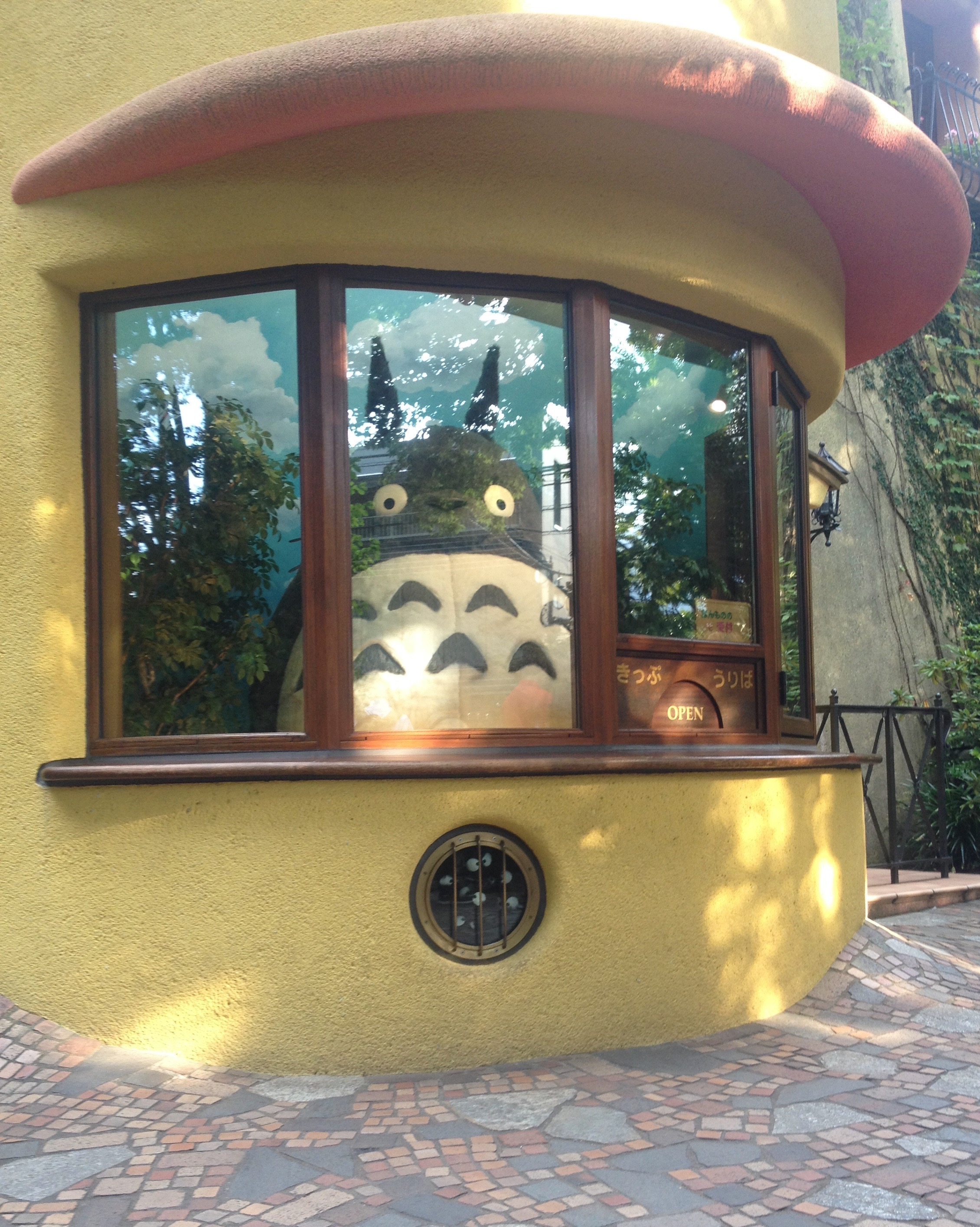

Het Ghibli-museum (Japans: 三鷹の森ジブリ美術館, Mitaka no Mori Jiburi Bijutsukan) is een museum in Mitaka, Tokio. Het is gewijd aan het artistieke werk van Studio Ghibli en werd in 2001 geopend.

## Exhibities
Bij de ingang van het museum, aan de rand van het Inokashira-park, staat een grote Totoroknuffel achter glas. Meestal staan er lange rijen, aangezien men een kaartje koopt voor bepaalde tijd, in plaats van voor de hele dag. Buiten het museum zelf, maar op het terrein staan verder nog een kleine studio en een restaurantje, waarvoor ook meestal een wachtrij is. Op het dak van het eigenlijke museum staat een groot metalen beeld van een van de robots uit de film Laputa: Castle in the Sky, en ook een blok uit die film is er te vinden.
Op de begane grond is een permanente expositie over hoe Ghibli-anime gemaakt wordt. Ook is er een bioscoop waar veel korte Ghiblifilms vertoond worden (zoals Mizugumo Monmon). Op de tweede verdieping en hoger is onder andere een nagebouwde studiokamer te vinden, met uitleg over bijvoorbeeld storyboards. Ook is er een winkel, en zijn er diverse tijdelijke exposities.

## Trivia
- Er zijn vele bijzondere glas-in-loodramen met figuren uit de bekende Ghiblifilms. Mononoke Hime is alleen daarin permanent vertegenwoordigd.